# マッカーサー (映画)
『マッカーサー』（原題: MacArthur）は、1977年制作のアメリカ合衆国の映画。日本では1978年に公開された。

## 概要
アメリカ合衆国の軍人であるダグラス・マッカーサーの半生を描いた作品。太平洋戦争中のフィリピン戦から、日本占領時を経て、朝鮮戦争時に解任されるまでが描かれている。

## キャスト
| 役名                       | 俳優                     | 日本語吹替                                                                                   | 日本語吹替                                   |
| 役名                       | 俳優                     | TBS版                                                                                        | ソフト版                                     |
| -------------------------- | ------------------------ | -------------------------------------------------------------------------------------------- | -------------------------------------------- |
| ダグラス・マッカーサー     | グレゴリー・ペック       | 城達也                                                                                       | 佐々木勝彦                                   |
| リチャード・サザーランド   | アイヴァン・ボナー       | 清川元夢                                                                                     | 岩田安生                                     |
| ジョージ・マーシャル       | ウォード・コステロ       | 水鳥鉄夫                                                                                     | 石波義人                                     |
| シドニー・ハフ大佐         | ニコラス・コスター       | 村山明                                                                                       | 根本泰彦                                     |
| ジーン・マッカーサー       | マージ・デューセイ       | 花形恵子                                                                                     | 寺内よりえ                                   |
| フランクリン・ルーズベルト | ダン・オハーリー         | 大木民夫                                                                                     | 広瀬正志                                     |
| ハリー・S・トルーマン      | エド・フランダース       | 政宗一成                                                                                     | 田原アルノ                                   |
| コートニー・ホイットニー   | ディック・オニール       | 亀井三郎                                                                                     | 岩田安生                                     |
| W・アヴェレル・ハリマン    | アート・フレミング       |                                                                                              |                                              |
| アーネスト・キング         | ラッセル・ジョンソン     |                                                                                              | 水野龍司                                     |
| ジョナサン・ウェインライト | サンディ・ケニヨン       | 国坂伸                                                                                       | 伊藤和晃                                     |
| ロバート・アイケルバーガー | G・D・スプラドリン       |                                                                                              | 佐々木敏                                     |
| ハーディング               | チャールズ・サイファーズ |                                                                                              | 志村知幸                                     |
| マーティン                 | ロバート・マンダン       |                                                                                              |                                              |
| レグランド・ミラー         | アラン・ミラー           |                                                                                              | 新垣樽助                                     |
| チェスター・ニミッツ       | アディソン・パウエル     |                                                                                              | 品川徹                                       |
| カストロ                   | ジェシー・ディゾン       |                                                                                              | 朝倉栄介                                     |
| 不明 その他                | N/A                      | 石井敏郎 北川国彦 平林尚三 長堀芳夫 幹本雄之 緑川稔 大山高男 小関一 岡部政明 田中亮一 城山堅 | 大橋世津 浅井晴美 平本一樹 吉田浩二 竹田雅則 |
| 日本語版制作スタッフ       |                          |                                                                                              |                                              |
| 演出                       | 演出                     | 左近允洋                                                                                     | 二瓶紀六                                     |
| 翻訳                       | 翻訳                     | 額田やえ子                                                                                   | 鎌田郁子                                     |
| 効果                       | 効果                     | PAG                                                                                          |                                              |
| 調整                       | 調整                     | 栗林秀年                                                                                     |                                              |
| 制作                       | 制作                     | グロービジョン                                                                               | 東北新社                                     |
| 解説                       | 解説                     | 荻昌弘                                                                                       |                                              |
| 初回放送                   | 初回放送                 | 1980年8月25日 『月曜ロードショー』21:02-22:55                                                |                                              |

※2021年11月10日発売の「ユニバーサル 思い出の復刻版 ブルーレイ」には、TBS版とソフト版の両方の吹き替えを収録。

## スタッフ
- 監督：ジョセフ・サージェント
- 製作：フランク・マッカーシー
- 脚本：ハル・バーウッド、マシュー・ロビンス
- 製作総指揮：デイヴィッド・ブラウン、リチャード・D・ザナック
- 撮影：マリオ・トシ
- 音楽：ジェリー・ゴールドスミス
- 日本語字幕：高瀬鎮夫[2]

## 評価
Rotten Tomatoesでの支持率は63%となっている。